# ミリャルス川
ミリャルス川（ミリャルスがわ、バレンシア語 : Millars）またはミハレス川（ミハレスがわ、スペイン語: Mijares）は、スペイン・アラゴン州とバレンシア州を流れる河川。総延長は156km。流域面積は4,028km2。

## 地理
イベリコ山系グダル山地にある標高1,600m地点に端を発する。この地点はテルエルの東約15km、アラゴン州テルエル県エル・カステリャールである。バレンシア州カステリョン県に入るとアレノス貯水池があり、オンダの北約10kmにはシチャル貯水池がある。ヴィラ＝レアル市街地の北側を流れ、ランブラ・デ・ラ・ヴィウダを集める。アルマソーラとブリアナの間で地中海に注いでいる。
下流部ではヴィラ＝レアルやオンダなどの町があるカステリョン県プラーナ・バイシャ郡の農地に灌漑用水を提供している。

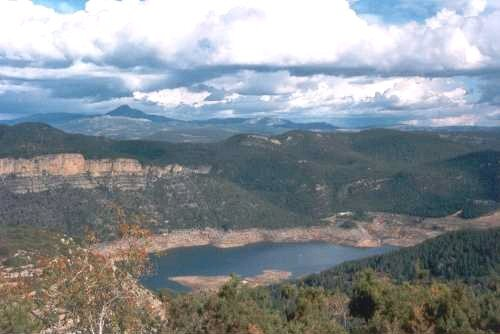
アレノス貯水池
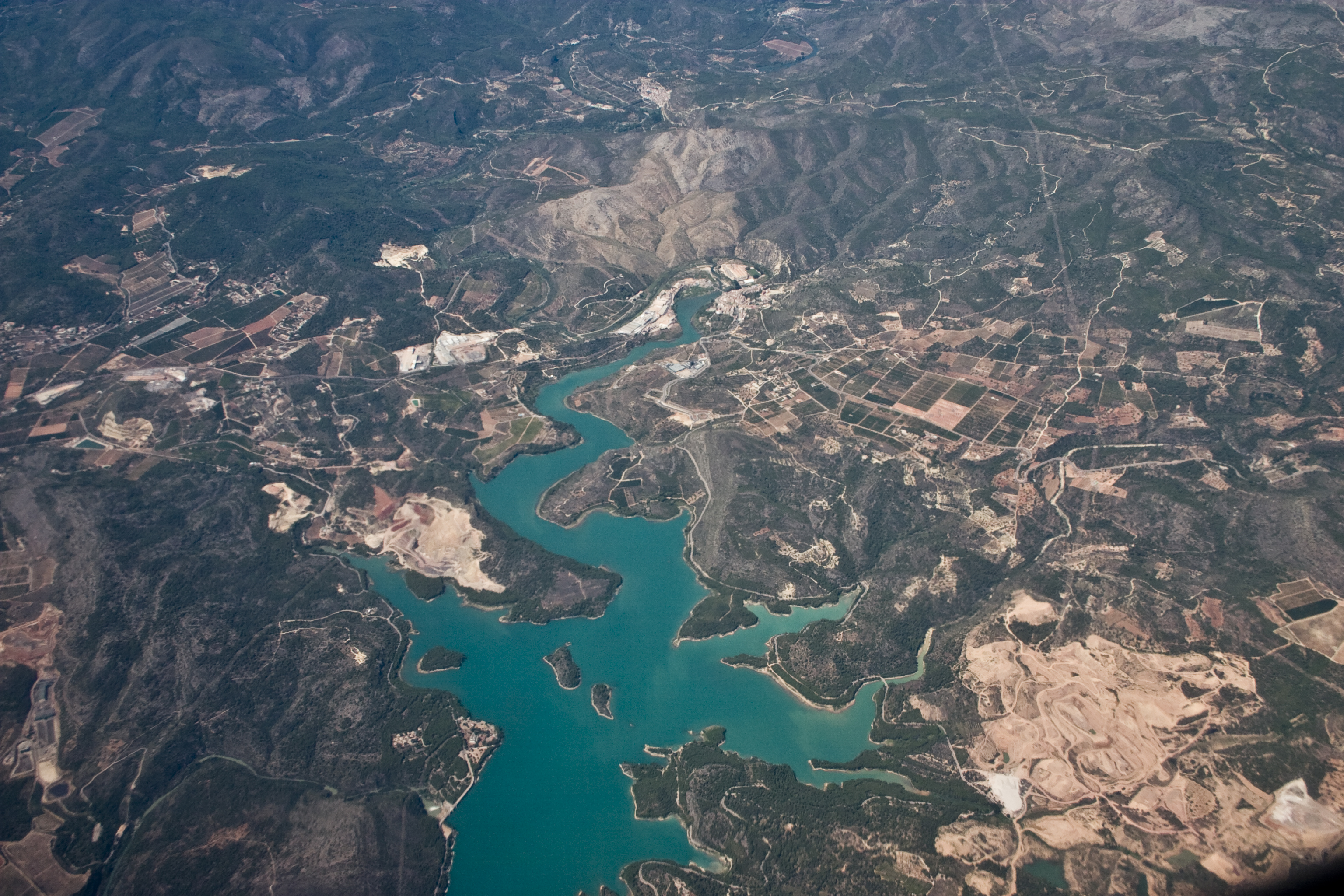
シチャル貯水池
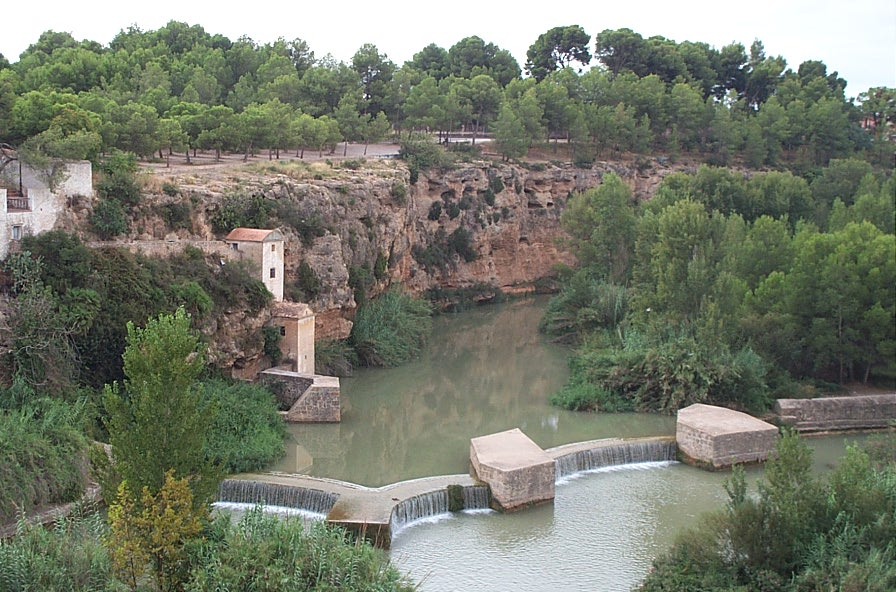
ヴィラ＝レアル近郊
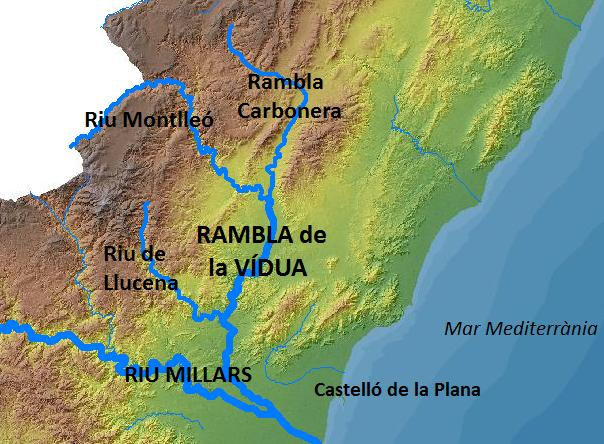
カステリョン県中部の河川